# Maman Sambo Sidikou

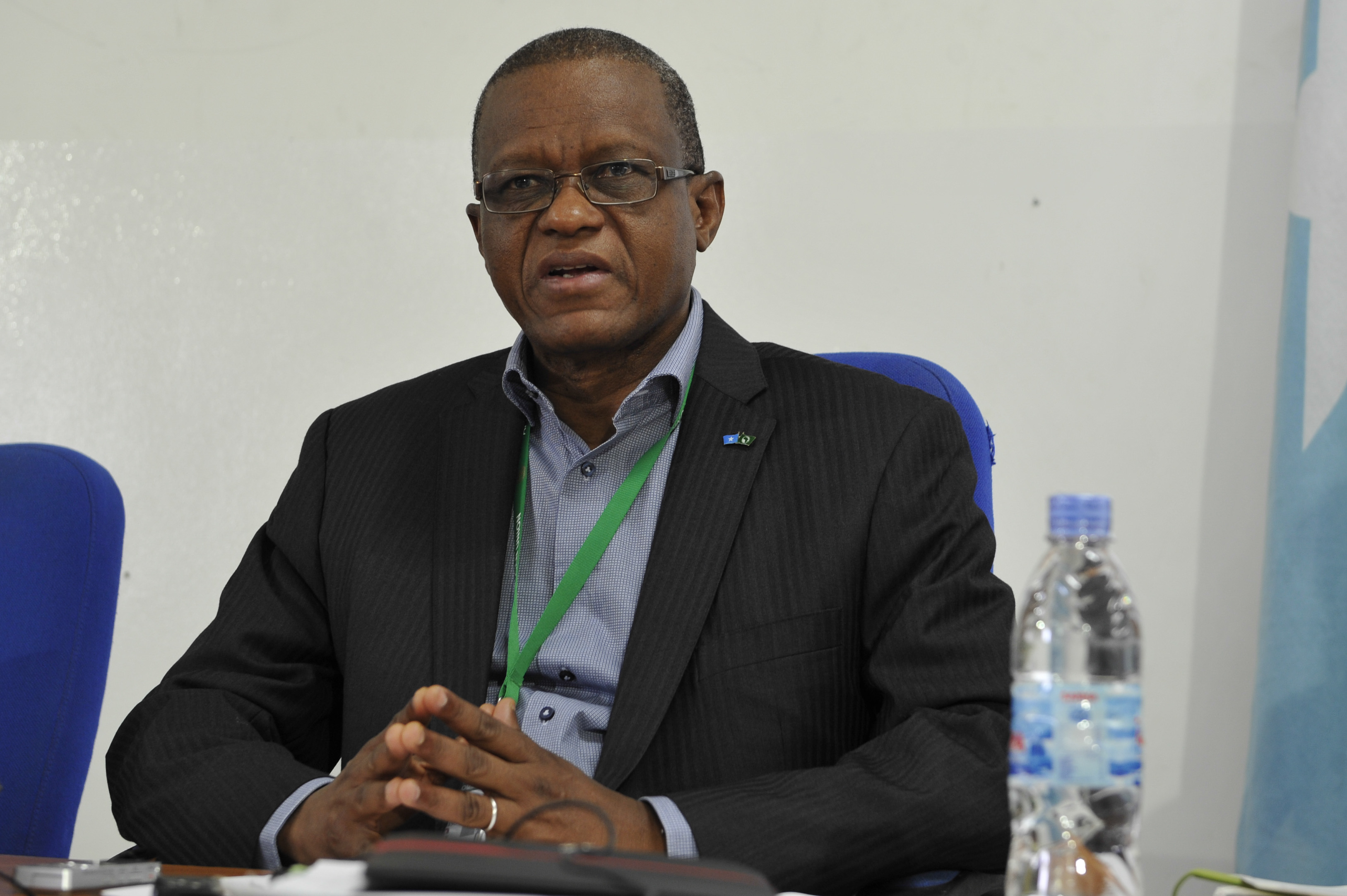
Maman Sambo Sidikou (2015)

Maman Sambo Sidikou (* 1949) ist ein nigrischer Politiker und Diplomat. Er war von 1997 bis 1999 Außenminister Nigers.

## Leben
Maman Sambo Sidikou machte ein Associate Degree an der Universidad de Madrid, ein Diplom in Journalismus an der Universität Dakar und einen Master in Kommunikationswissenschaft an der University of Texas at Austin. Ab 1976 arbeitete er als Journalist für den Office de Radiodiffusion et Télévision du Niger (ORTN), die staatliche Rundfunkanstalt Nigers. Von 1979 bis 1981 war er Fernsehdirektor des ORTN. Er war zudem 1983 als Direktor im Kabinett des Premierministers tätig. Sidikou arbeitete Anfang der 1990er Jahre als wissenschaftlicher Mitarbeiter am Zentrum für internationale Studien des Learning Systems Institute der Florida State University. An dieser Universität dissertierte er 1994 in Erziehungswissenschaft zum Thema Erwachsenenbildung in Niger. Von 1994 bis 1995 arbeitete er für USAID in Niamey als Manager für Entwicklungszusammenarbeit.
Unter dem im Januar 1996 durch einen Militärputsch an die Macht gekommenen Staatschef Ibrahim Baré Maïnassara wurde Sidikou zunächst zum Berater der Präsidentschaftskanzlei ernannt. Am 1. Dezember 1997 erfolgte seine Ernennung zum Minister für äußere Angelegenheiten und afrikanische Integration in der Regierung von Premierminister Ibrahim Hassane Mayaki. Dieses Amt behielt er bis zum Sturz des Regimes von Ibrahim Baré Maïnassara am 9. April 1999.
Anschließend war Maman Sambo Sidikou für internationale Organisationen in der Entwicklungszusammenarbeit tätig. Er war von 2000 bis 2001 Leiter für Erziehung, Wasser und sanitäre Anlagen bei der UNICEF in Abuja. Von 2001 bis 2002 arbeitete er als Teamleiter der Zurück-in-die-Schule-Kampagne der UNICEF in Kabul. Danach wechselte Sidikou von der UNICEF zur Weltbank. Für diese war er von 2002 bis 2005 als hochrangiger Spezialist für Erziehungsfragen in Washington, D.C. tätig. Wiederum für die UNICEF arbeitete er von 2005 bis 2007 in Amman als Koordinator für Erziehung und Kultur beim UNICEF-Programm für den Irak. Von 2007 bis 2010 leitete er den Bereich Erziehung der UNICEF in Nigeria. Er war 2010 Landesdirektor für Ruanda und von 2010 bis 2011 Landesdirektor die für Demokratische Republik Kongo. Dabei bestand seine Aufgabe in der Koordination der Tätigkeiten von USAID, den Vereinten Nationen, der Weltbank und Save the Children mit Entwicklungspartnern.

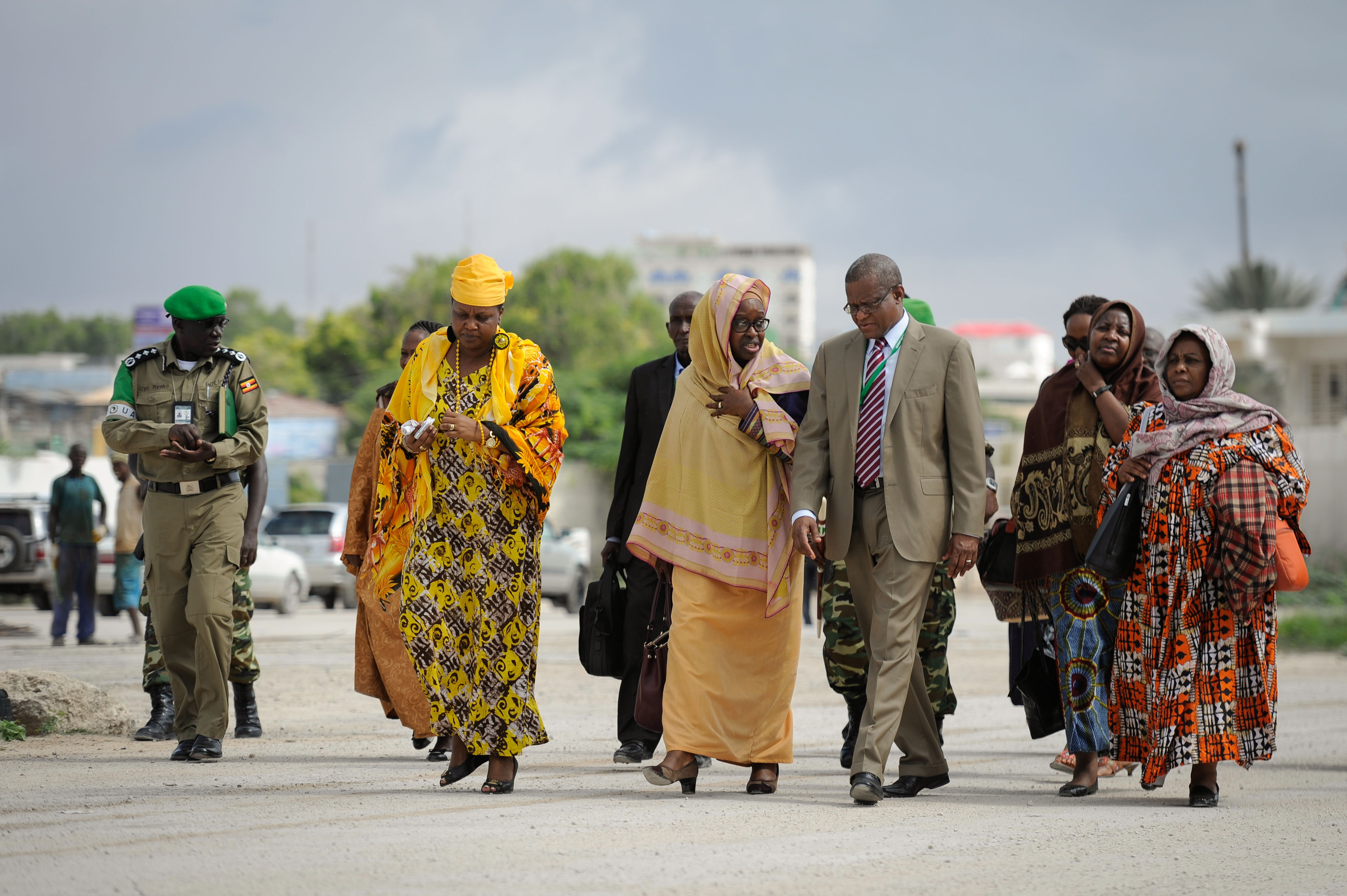
Sidikou als Repräsentant der Vereinten Nationen in Somalia (2014)

Von 2011 bis 2014 war Sidikou Botschafter Nigers in den Vereinigten Staaten. Danach übernahm er die Leitung der Mission der Afrikanischen Union in Somalia von Lydia Wanyoto Mutende, welche kommissarisch die Mission geleitet hat. 2015 wurde er anstelle von Martin Kobler Leiter der Mission der Vereinten Nationen für die Stabilisierung in der Demokratischen Republik Kongo. Er wirkte ab 2018 als Ständiger Sekretär der G5 Sahel, bis er 2021 als Nachfolger des verstorbenen Pierre Buyoya zum Hohen Repräsentanten der Afrikanischen Union für den Sahel und Mali ernannt wurde.
Maman Sambo Sidikou ist mit der Diplomatin Fatima Djibo Sidikou verheiratet und hat zwei Kinder.

## Ehrungen
- Großoffizier des Zivilverdienstordens Spaniens (2017)[6]

## Belege
1. 1 2 3  Matt Bewig: Ambassador from Niger: Who Is Maman S. Sidikou? In: AllGov.com. 4. März 2012, abgerufen am 29. November 2015 (englisch).
2. ↑  Gouvernements du Président Ibrahim Maïnassara Barré. Présidence de la République du Niger, archiviert vom Original am 27. September 2007; abgerufen am 29. November 2015 (französisch).
3. ↑  Maman Sambo Sidikou nommé à la tête de la Monusco. In: Radio Okapi. 8. Oktober 2015, abgerufen am 29. November 2015 (französisch).
4. ↑  Le "Monsieur G5 Sahel" Maman Sambo Sidikou sensibilise Rabat. In: Africa Intelligence. 20. Juni 2018, abgerufen am 31. Mai 2021 (französisch).
5. ↑  Le Nigérien Maman Sambo Sidikou nommé Haut Représentant de l'UA pour le Sahel et le Mali. In: Niger Diaspora. 17. Mai 2021, abgerufen am 31. Mai 2021 (französisch).
6. ↑  Notre compatriote M. Maman Sidikou reçoit des mains de l'ambassadeur d'Espagne les insignes du mérite civil octroyé par le Royaume d'Espagne. In: Niger Diaspora. 8. April 2017, abgerufen am 9. April 2017 (französisch).

| Personendaten    | Personendaten                     |
| ---------------- | --------------------------------- |
| NAME             | Sidikou, Maman Sambo              |
| KURZBESCHREIBUNG | nigrischer Politiker und Diplomat |
| GEBURTSDATUM     | 1949                              |